# Angela Ianaro
Angela Ianaro, née le 28 août 1967 à Bénévent (Italie), est une femme politique italienne.

## Biographie
Angela Ianaro naît le 28 août 1967 à Bénévent.
Elle est élue députée lors des élections générales de 2018.